# The Green Leaves of Summer
Ne doit pas être confondu avec Greensleeves.
The Green Leaves of Summer est une chanson écrite par Paul Francis Webster avec une musique composée par Dimitri Tiomkin. Elle a été écrite pour le film Alamo (1960) où elle est interprétée par le groupe The Brothers Four. Elle a été nommée pour l'Oscar de la meilleure chanson originale lors de la 33e cérémonie des Oscars.
Reprise par divers artistes, notamment par Les Compagnons de la chanson sous le titre Le Bleu de l'été, elle a été utilisée à nouveau lors de l'introduction du film Inglourious Basterds (2009) dans une version instrumentale arrangée par Nick Perito (en).